# 大叶川柃
大叶川柃（学名：Eurya fangii var. megaphylla）为山茶科柃木属下的一个变种。

## 扩展阅读
- 維基物種上的相關：大叶川柃